# سيرج كييزا
سيرج كييزا (بالفرنسية: Serge Chiesa) (25 ديسمبر 1950 في الدار البيضاء) لاعب كرة قدم فرنسي ذو أصول إيطالية معتزل كان يجيد اللعب في مركز الوسط . يلعب يلعب سوى في نادي واحد وهو نادي ليون من 1969 إلى 1983 . كما شارك مع منتخب فرنسا في 12 مباراة دولية مسجلا 3 أهداف في مسيرة استمرت 5 سنوات .

## روابط خارجية
- سيرج كييزا على موقع قاعدة بيانات كرة القدم.إي يو (الإنجليزية)
- سيرج كييزا على موقع ناشيونال فوتبول تيمز (الإنجليزية)